# Dasytomima rachelae
Dasytomima rachelae is een keversoort uit de familie schijnboktorren (Oedemeridae). De wetenschappelijke naam van de soort werd in 2005 gepubliceerd door John F. Lawrence.